# 김강현 (1985년)
김강현(1985년 5월 16일 ~ )은 대한민국의 축구 선수이며, 포지션은 미드필더이다.